# ロッカフランカ
ロッカフランカ（伊: Roccafranca）は、イタリア共和国ロンバルディア州ブレシア県にある、人口約4,800人の基礎自治体（コムーネ）。

## 地理

### 位置・広がり

#### 隣接コムーネ
隣接するコムーネは以下の通り。括弧内のBGはベルガモ県、CRはクレモナ県所属を示す。
- キアーリ
- コメッツァノ＝チッツァーゴ
- オルツィヌオーヴィ
- オルツィヴェッキ
- プメネンゴ (BG)
- ルディアーノ
- ソンチーノ (CR)
- トッレ・パッラヴィチーナ (BG)

### 地震分類
イタリアの地震リスク階級 (it) では、3 に分類される
。